# Zona arqueológica de Coatetelco
Coatetelco es un sitio arqueológico prehispánico, localizado junto a la Laguna de Coatetelco, se encuentra a 2 kilómetros del poblado de Alpuyeca, en el municipio de Coatetelco, Morelos, México, cerca de Xochicalco. Tuvo un importante auge entre los años 500 a. C.  y 150 a. C.

## Nombre
Coatetelco significa "Lugar del árbol sobre el montículo", sin embargo existen varias versiones de variaciones del nombre:
- Cuatetelco, Náhuatl: Cuahuitl = Árbol, palo, madera. Tetelli = Montículo, montón, promontorio. Cotl, co = Lugar de. significado, “Lugar de montículo entre árboles “ ó “Lugar de árboles entre montículo”.

- Cuahtetelco, Coatl = Serpiente. Tetl = Piedra. Co, Cotl = lugar de. significa: “Lugar de la serpiente de piedra”.

- Quahtetelco, el glifo del Tlahuica, tiene un árbol (quahuitl en náhuatl) sobre una pirámide (tetelli). El vocablo “co” es “lugar de…”. (El museo de Cuahtetelco, guía oficial, Sep. 13 1978. Pág. 5 p. 1-2).

- Cuauhtetelco.[1]

## Antecedentes
Durante el Pleistoceno tardío, se cree que en la región vivieron grupos nómadas de cazadores-recolectores y pescadores, habitando en cuevas y ambientes rocosos. Esta ocupación temprana puede tener una antigüedad de 25 mil años.
Durante el periodo preclásico temprano había pequeños asentamientos humanos con menos de 100 habitantes; empezaron a desarrollar superficies de cultivo cerca de los ríos. La cerámica tuvo una marcada influencia del Valle de México, las primeras figurillas de barro.
El preclásico medio (900-500 a. C.) los asentamientos humanos se concentraron en las inmediaciones del río Chalma, se observa un auge agrícola y la cerámica tiene rasgos locales.
El auge del sitio se establece en el periodo preclásico tardío (500-150 a. C.); comunidades de 500 habitantes; una economía diversificada y organización sociopolítica compleja.
Con la caída de Xochicalco (1000 d. C.), este sitio controla la región. La historia posterior puede reconstruirse con base en los documentos escritos y códices.

## El Sitio
Coatetelco fue un altépetl mediano del período Azteca Tardío. La parte central ha sido excavada y restaurada, incluyendo un campo de pelota, una pequeña pirámide-templo, y varias otras estructuras, todas agrupadas alrededor de una plaza pública.
Coatetelco fue excavado por el arqueólogo Raúl Arana en 1970, quien supervisó la reconstrucción de la mayor parte de la arquitectura. Varias otras pequeñas excavaciones se han llevado a cabo para mantener el sitio en buenas condiciones. La cerámica de las excavaciones de Arana está descrita en uno los trabajos en prensa (Smith 2002, s.f.)
El sitio está constituido por bases piramidales, plataformas y una cancha de juego de pelota. La construcción tiene núcleos de tierra y piedras recubiertos con piedra careada. Se conservan evidencia de estucado en muros y escaleras. La distribución de las estructuras alrededor de una plaza quedó integrada a la topografía del terreno.

### Plataforma Occidental
Estructura de tres cuerpos y dos escalinatas flanqueadas por alfardas, a la parte superior; se conservan restos de pisos de estuco y dos "cajas" de piedra.
A la derecha de la plataforma, hay una menor con solamente dos escalones.  Se encontraron cilindros de piedra, INAH aún desconoce su uso o propósito.

### Cancha del Juego de Pelota

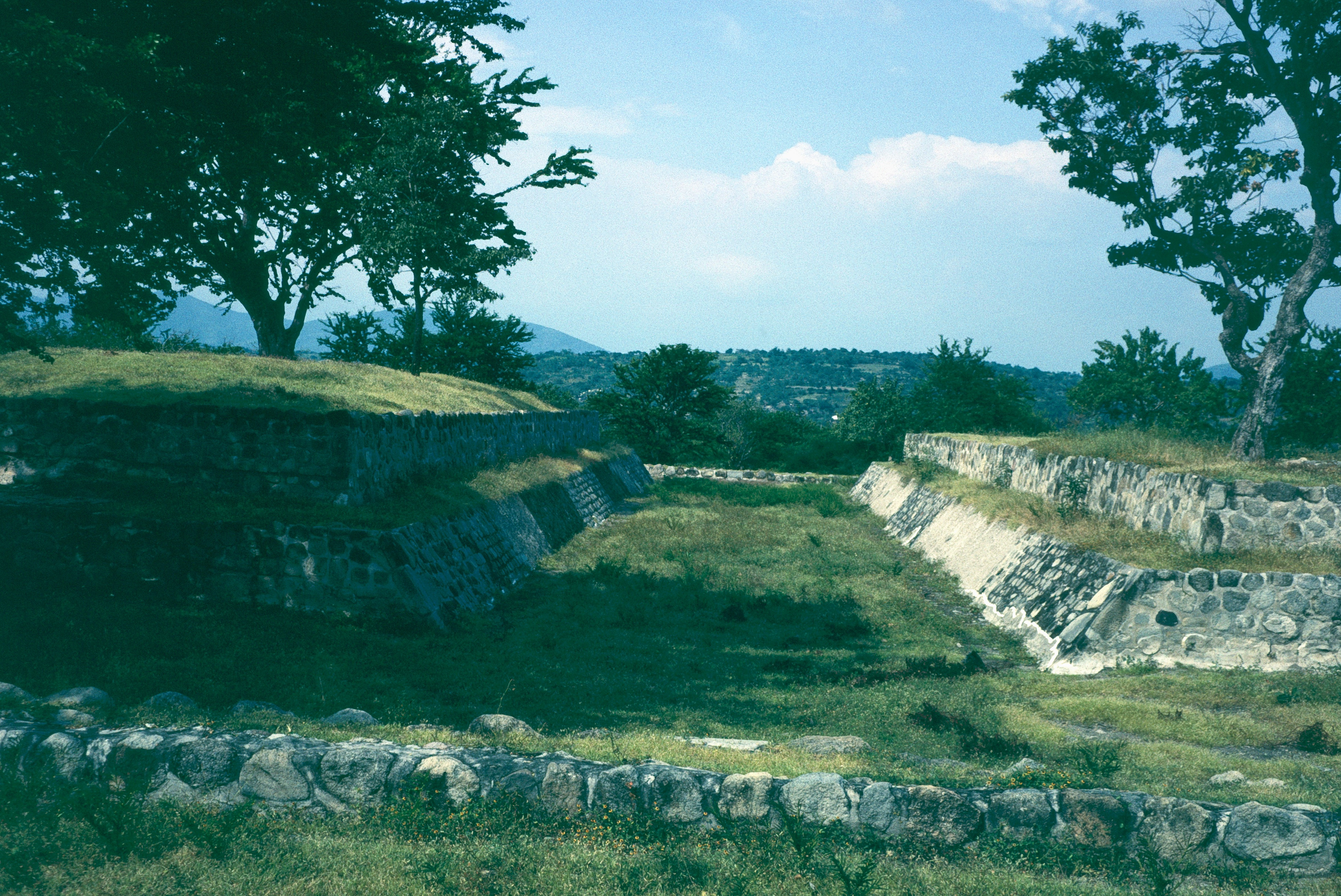
Cancha de Juego de Pelota, Coatetelco

Ubicado atrás de la plataforma occidental.
En su estilo es de los más pequeños. Esta cancha es importante para determinar el tipo de centro ceremonial. El juego era una ceremonia religiosa, que también cumplía finalidades recreativas y políticas. La cancha está orientada norte-sur, con cabecera cerrada. Existen restos de estuco. Existen restos de un tzompantli relacionado con esta estructura.
Entre los campos de pelota mesoamericanos, el campo de Coatetelco puede considerarse entre los  pequeños. Bajo la escalinata principal, encontraron entierros funerarios con cientos de ofrendas, compuestas de cerámica, obsidiana, jade, y objetos de cobre-bronce. Se encontraron manos de metate, acomodadas a un lado del campo de pelota.

### Extensión de Plataforma
Esta plataforma tiene una estructura circular, es una extensión de la cancha de juego de pelota. Por el diseño circular, probablemente fue dedicada a Ehécatl, dios del viento.

### Plataforma Oriental
Tiene varias estructuras independientes, probablemente altares. Se ha confirmado que fue un lugar ceremonial, se encontraron tumbas colectivas e individuales en los altares y escaleras. Las tumbas tenían diferentes tipos de ofrendas.

### Altar de Incensarios

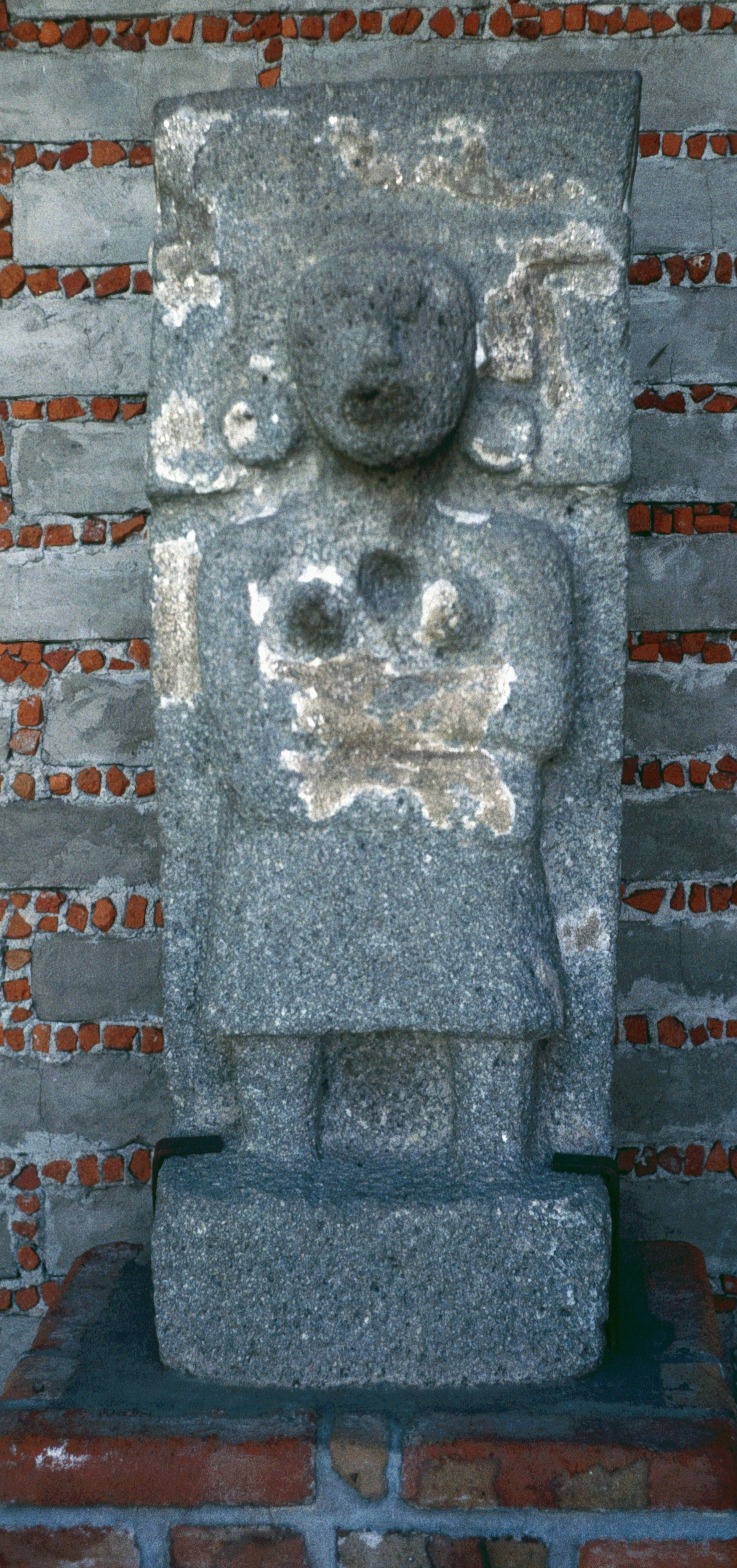
Figura femenina

Estructura identificada como altar, por el hallazgo de una escultura de piedra representando a un personaje femenino y algunos incensarios de arcilla que fueron encontrados durante las excavaciones. La forma de estos se identifica fácilmente en el desde Códice Mendocino; se asemejan a grandes cucharones de mangos largos.

### Plataforma de Xipe-Totec

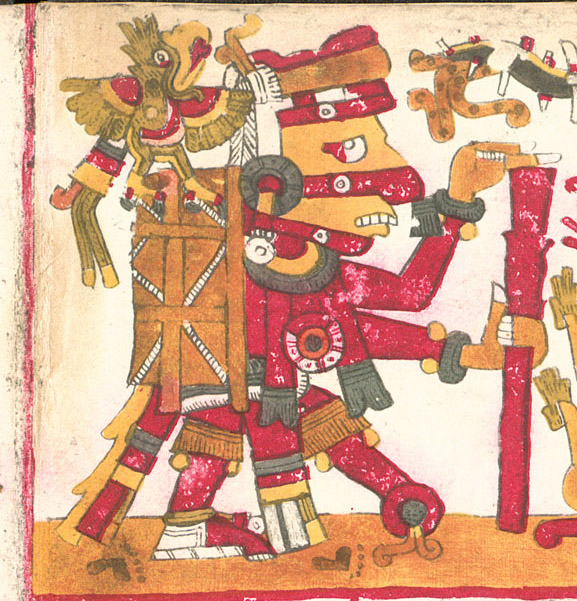
Xipe Totec o Tezcatlipoca Rojo, Códice Borgia.

Se encontró una escultura de piedra de Xipe Tótec. Existe una asociación entre el altar circular y una piedra llamada Temalacatl encontrada. Es una piedra de sacrificio, relacionada con la deidad de Xipe-Totec, en la cultura Mexica. La piedra está fragmentada (sin cabeza y pies). Se cree que la fractura fue debida a las prácticas destructivas de la cultura española.
Sobre el tema de la destrucción española, el siguiente texto fue escrito en inglés, en 1886, por el Arqueólogo sueco, Carl Bovallius. “En verdad que al leer los escasos relatos de los postreros días de esas gentes, uno se siente tentado a sostener que en desarrollo armónico de las facultades mentales, eran superiores a esa nación que, por su caterva de aventureros sanguinarios y rapaces glorificados en la historia con el nombre de "Conquistadores", lleva sobre si la ignominiosa responsabilidad de ser la exterminadora de aquella civilización. Porque fue de veras tan rápido y radical ese exterminio, mediante el fanático vandalismo de sacerdotes "cristianos" y los sangrientos crímenes de una soldadesca codiciosa, que la historia no sabe de otro caso similar. Débese a eso que el investigador de la relativamente moderna cultura de la América Central se ve obligado a recorrer caminos más trabajosos y llenos de lagunas que el estudiante de las civilizaciones de Egipto y de la India, desaparecidas miles de años ha”.

### Templo de Cuauhtlitzin
Es la estructura más alta del sitio. Tiene una escalinata con alfardas laterales, en la parte superior; había un templo. Los cuerpos de la estrcutura son en talud y recubiertos con estuco.
Se encontró una figura femenina de piedra, se le llamó Cuauhtlitzin. Bajo la escalera hay una estela muy dañada. Al lado izquierdo hay restos de otras estrcuturas. La escultura femenina tiene la cabeza esculpida y fue colocada en una bóveda de piedras labradas para ocultarla.